# Nelagoney
Nelagoney es un lugar designado por el censo ubicado en el condado de Osage en el estado estadounidense de Oklahoma. En el Censo de 2020 tenía una población de 71 habitantes y una densidad poblacional de 68,27 habitantes por km². Fue incluido como CDP en el censo de 2020.

## Geografía
Nelagoney se encuentra ubicado en las coordenadas 36°37′35″N 96°14′39″O / 36.62639, -96.24417. Según la Oficina del Censo de los Estados Unidos,  tiene una superficie total de 1,04 km², todos correspondientes a tierra firme.